# Phare du cap Saint-Paul
Le phare du cap Saint-Paul, au Ghana, est un phare construit en 1901, non loin du village côtier de Woe.
Il comporte une embase en treillis pyramidale dont le tiers supérieur, fermé par un bardage, abrite la lanterne et le local d'exploitation.